# Umaraiffinolhu
Umaraiffinolhu is een van de onbewoonde eilanden van het Haa Alif-atol behorende tot de Maldiven.
Het oppervlak van het eiland bestaat grotendeels uit zand maar er is ook begroeiing aanwezig. Het eiland is niet bebouwd.